# Милое Васич
Милое Васич (на сръбски: Милоје Васић) е известен сръбски археолог - праисторик, известен с проучването на един от най-известните праисторически обекти в Европа — Винча - Бело бърдо. Васич е професор в Белградския университет и член на Сръбската академия на науките.

## Биография
Милое Васич е роден на 3 септември 1869 година в Пожежено, Сърбия. Умира на 9 ноември 1956 година в Белград. През периода 1896 — 1899 г. учи археология в Берлин и Мюнхен. През 1899 г се завръща в Сърбия и веднага започва своята преподавателска дейност във Философския факултет на Белградския университет. Там е бил професор през периода 1899 — 1941 г. и 1947 — 1955 г.
През 1908 г Милое Васич започва археологическите проучвания на праисторическото селище Винча, частично финансирани от  “Руския императорски археологически институт” в Истамбул и лично от англичанина сър Чарлз Хайд. Разултатите от тези проучвания са публикувани в четири тома от монографичната поредица „Праисторическа Винча” (Преисториска Винча I–IV). И до днес те са многократно цитирани в научната литература.
Милое Васич има над 200 научни труда. Приема се, че той е бащата на съвременната сръбска археология.

## Признание
Милое Васич получава няколко награди:
- през 1904 г. орден “Свети Сава” 4. степен и
- през 1924 г. орден “Свете Сава” 3. степен